# Naturschutzgebiet Ruhrtalhang am Auberg
Koordinaten: 51° 22′ 55″ N, 6° 53′ 23″ O

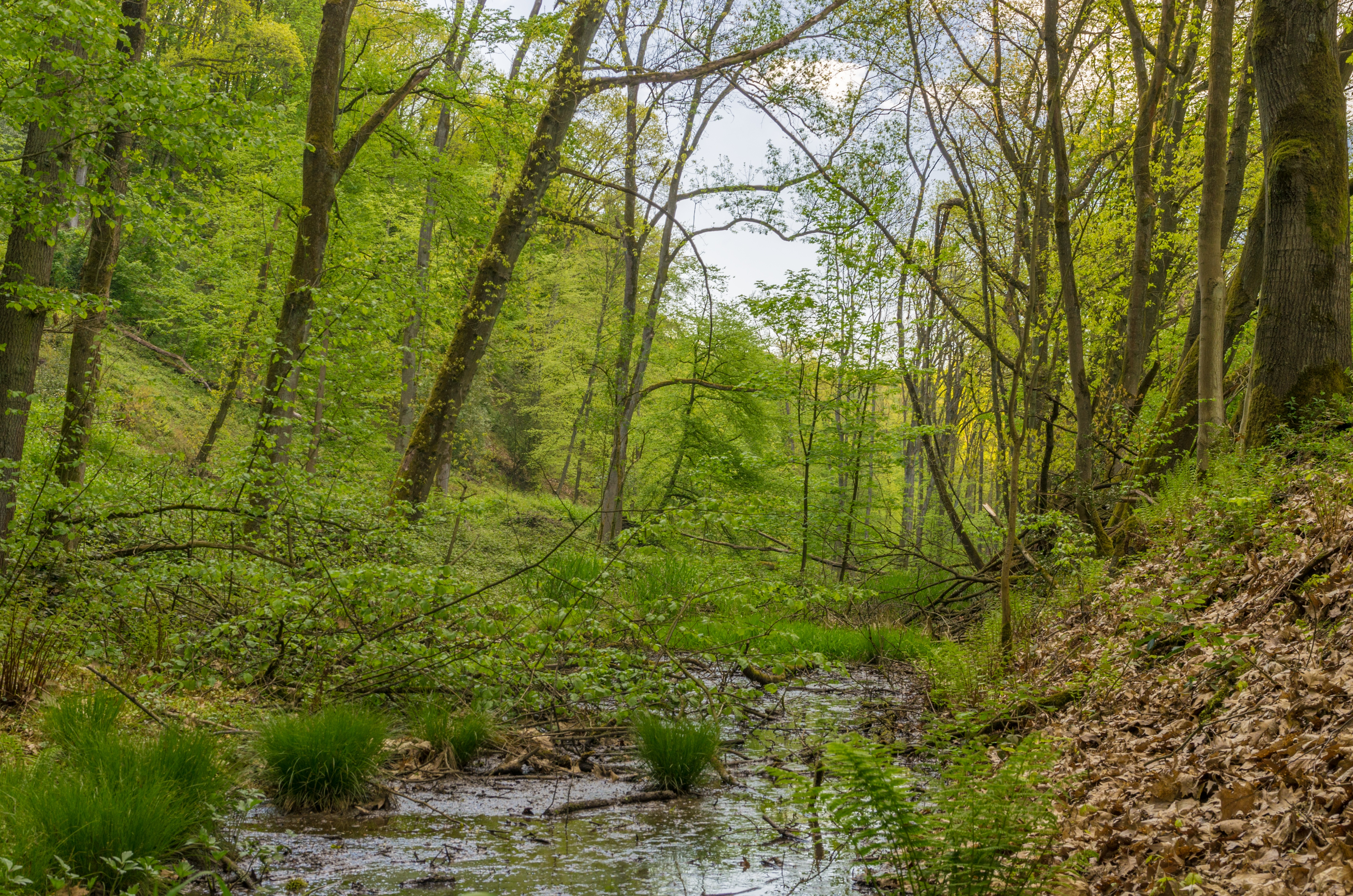
Naturschutzgebiet Ruhrtalhang am Auberg (Mai 2017)

Das Naturschutzgebiet Ruhrtalhang am Auberg liegt auf dem Gebiet der kreisfreien Stadt Mülheim an der Ruhr in Nordrhein-Westfalen. 
Das Gebiet erstreckt sich südlich der Kernstadt von Mülheim an der Ruhr. Östlich des Gebietes verläuft die Landesstraße L 62 und fließt die Ruhr, am südlichen Rand verläuft die A 52 und westlich die B 1. Nordöstlich erstreckt sich das etwa 156,7 ha große Naturschutzgebiet (NSG) Saarn-Mendener Ruhraue, südlich das 28,9 ha große NSG Mintarder Ruhrtalhang und Mintarder Berg und westlich das etwa 74,9 ha große NSG Auberg und Oberläufe des Wambaches.

## Bedeutung
Das etwa 47,5 ha große Gebiet wurde im Jahr 2001 unter der Schlüsselnummer MH-015 unter Naturschutz gestellt. Schutzziel ist der Erhalt eines großen, zusammenhängenden Waldgebietes am westlichen Hang der Ruhr.